# Glacera de Mont-de-Lans
La glacera Mont-de-Lans o glacera Mantel o glacera Deux-Alpes és una glacera francesa al Massís dels Escrinhs (Alps) a la frontera dels departaments de l'Isèra i els Alts Alps. El límit departamental travessa diagonalment la glacera de manera que la part superior es manté dins del departament d'Isèra, mentre que la part inferior nord-est, dins dels límits dels Alts Alps. Forma part de l'estació d'esquí de Deux Alpes i és contigua a la glacera de la Girose.
És una glacera penjada: la capa de gel principal es troba a una altitud de 3250-3400 m sobre el nivell del mar, en un pendent relativament inclinat cap al nord des de la carena que va de l'est a l'oest del Pic de la Grave (3669 m) cap al pic de le Jandri (3288 m). Des del sud, la glacera està limitada per forts trencaments pels quals la carena baixa cap a la vall del Torrent du Diable. Cap al nord, les masses de gel acaben en forts pendents a una altitud de 2.900-3.000 m, a partir dels quals el pendent comença a baixar fortament cap a la vall de la Romanche. Al costat oriental, la glacera de Mont-de-Lans es fon amb una glacera molt més gran: la glacera de la Girose. L'extensió de la glacera en direcció est-oest és d'aproximadament 2 km, la longitud al llarg de l'eix sud-nord també és d'aproximadament 2 km.
A la banda oest, els telefèrics de la zona d'esquí de Les Deux Alpes arriben a la glacera de Mont-de-Lans.